# Paul McStay
Pour les articles homonymes, voir McStay.
Paul McStay, né le 22 octobre 1964 à Hamilton (Écosse), est un footballeur écossais, qui évoluait au poste de milieu de terrain au Celtic Glasgow et en équipe d'Écosse. 
McStay a marqué neuf buts lors de ses 76 sélections avec l'équipe d'Écosse entre 1983 et 1997. Il fait partie du Scottish Football Hall of Fame, depuis 2010, lors de la septième session d'intronisation. Il fait partie du Tableau d'honneur de l'équipe d'Écosse de football, où figurent les internationaux ayant reçu plus de 50 sélections pour l'Écosse, étant inclus en septembre 1990.
Il est le frère de Willie McStay et le petit-neveu de Willie McStay et Jimmy McStay, eux aussi joueurs du Celtic Football Club.

## Biographie
Paul McStay a passé l'intégralité de sa carrière au Celtic Glasgow, club avec lequel il a notamment remporté trois titres de champion d'Écosse.
Il a participé à la Coupe du monde 1986 puis à la Coupe du monde 1990 avec l'équipe d'Écosse.
Il a été durant plusieurs années le capitaine du Celtic et de la sélection nationale écossaise.

## Palmarès

### En club
- Champion d'Écosse en 1982, en 1986 et en 1988 avec le Celtic de Glasgow
- Vainqueur de la Coupe d'Écosse en 1985, en 1988, en 1989 et en 1995 avec le Celtic de Glasgow
- Vainqueur de la Coupe de la Ligue d'Écosse en 1983 avec le Celtic de Glasgow

### EnÉquipe d'Écosse
- 76 sélections et 9 buts entre 1983 et 1997
- Vainqueur du Championnat d'Europe des moins de 18 ans en 1982 avec les moins de 18 ans
- Participation à la Coupe du Monde en 1986 (Premier Tour) et en 1990
- Participation au Championnat d'Europe des Nations en 1992 (Premier Tour)